# هشتگان‌ها

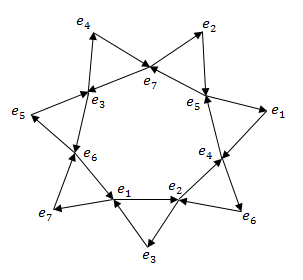
هشتگان‌ها

هشتگان‌ها (به انگلیسی: Octonion) مجموعه‌ای از اعداد هستند که با ۸ پارامتر از عدد ۱- زیر رادیکال‌هایی با فرجهٔ زوج است: که اعداد i-j-k-l-il-jl-kl هستند که قابلیت ضرب برداری در آن‌ها پدید می‌آید.
در ریاضیات، هشت‌گان‌ها یک جبر یا تقسیم هنجاری بر روی اعداد حقیقی هستند، که نوعی سامانه عددی فوق پیچیده هستند. هشت‌گان‌ها معمولاً با حرف بزرگ O نشان داده می‌شوند، با استفاده از O پررنگ یا O تخته سیاه. هشت‌گان‌ها هشت بعد دارند؛ دو برابر تعداد ابعاد چهارگان‌ها که آنها یک بسط از آن هستند. آنها غیر جابجایی و غیر شرکت‌پذیر هستند، اما نوع ضعیف‌تری از شرکت‌پذیری را ارضا می‌کنند؛ به عبارت دیگر، آنها بدیل هستند. آنها همچنین توانی شرکت‌پذیر هستند.
هشت‌گان‌ها به اندازه چهارگان‌ها و اعداد مختلط که به‌طور گسترده‌تر مورد مطالعه و استفاده قرار می‌گیرند، شناخته شده نیستند. هشت‌گان‌ها به ساختارهای استثنایی در ریاضیات مرتبط هستند، از جمله گروه‌های لی ساده. هشت‌گان‌ها کاربردهایی در زمینه‌هایی مانند نظریه ریسمان، نسبیت خاص و منطق کوانتومی دارند. اعمال ساختار کیلی- دیکسون بر روی هشت‌گان‌ها شانزده‌گان‌ها را تولید می‌کند.